# Altenberg
För andra betydelser, se Altenberg (olika betydelser).
Altenberg är en stad i distriktet Sächsische Schweiz-Osterzgebirge i det tyska förbundslandet Sachsen. Den ligger vid B170 och E55 mellan Dresden och Prag i östra Erzgebirge. Avståndet till tjeckiska gränsen är bara 5 km. Staden ingår i förvaltningsområdet Altenberg tillsammans med kommunen Hermsdorf/Erzgeb..

## Historia
Staden grundades 1440 som läger åt gruvarbetare efter att man hittat tennfyndigheter i närheten och 1451 fick orten stadsrättigheter då orten blivit den viktigaste orten i regionen. Altenberg omnämns 1489 som uf dem Aldenberge och 1534 som zum Aldenbergk. Under 1700- och 1800-talet utvecklades även tillverkning av träleksaker. Under första delen av 1900-talet utvecklades Altenberg till en av de populäraste vintersportregionerna i Sachsen genom sin anslutning till järnvägen 1923. Betydelsen som vintersportort gäller än idag och sedan 1987 finns en bobanläggning för världscuptävlingar här.
10 maj 1945 förstördes 75% av stadens centrum av Röda arméns flyg som försökte hindra tyska trupper från att nå Tjeckien. Under 1950-talet utvecklades orten till en kurort vilket intensifierats efter 1990 då gruvnäringen lades ner.
Altenberg marknadsför sig även som "Kneippkurort", där man kan genomgå kurer enligt Sebastian Kneipps idéer.
Staden är också känd för sin likörfabrik, som framställer Altenberger Kräuterlikör.
Stadens enda vänort är Košťany i Tjeckien
Känd från Altenberg är Michael Rösch, guldmedaljör i herrarnas skidskyttestafett vid de olympiska spelen i Turin 2006.